# وابين
وابين (بالإنجليزية: Ouabain)‏ هي مادة سامة مشتقة من النبات كانت تُستخدم تقليديًا كسم سهام في الشرق أفريقيا للصيد والحرب. المادة عبارة عن غليكوسيد قلبي وبجرعات أقل يمكن استخدامه طبيًا لعلاج انخفاض ضغط الدم وبعض اضطرابات نظم القلب. يعمل عن طريق تثبيط مضخة الصوديوم والبوتاسيوم، المعروف أيضًا باسم مضخة أيونات الصوديوم والبوتاسيوم. ومع ذلك، فقد لوحظ تكيفات مع الوحدة الفرعية ألفا من مضخة الصوديوم والبوتاسيوم عن طريق بدائل الأحماض الأمينية، في بعض الأنواع، وبالتحديد بعض أنواع الحشرات العاشبة، والتي أدت إلى مقاومة السموم.
تم تصنيفها على أنها مادة شديدة الخطورة في الولايات المتحدة على النحو المحدد في القسم 302 من قانون التخطيط للطوارئ وحق المجتمع في المعرفة بالولايات المتحدة، وتخضع لمتطلبات الإبلاغ الصارمة من قبل المرافق التي تنتج وتخزن، أو استخدامه بكميات كبيرة.

## المصدر
يمكن العثور على الوابين في جذور وسيقان وأوراق وبذور نبات ثبيرة شمبري، في شرق إفريقيا.

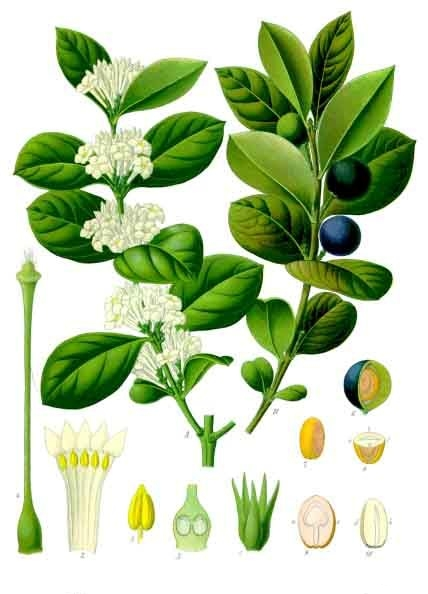
نبات ثبيرة شمبري

## آلية العمل
وابين هو غليكوسيد قلبي يعمل عن طريق تثبيط مضخة مضخة الصوديوم والبوتاسيوم (لكنها ليست انتقائية). بمجرد ارتباطه بهذا الإنزيم، يتوقف الإنزيم عن العمل، مما يؤدي إلى زيادة الصوديوم داخل الخلايا. هذه الزيادة في الصوديوم داخل الخلايا تقلل من نشاط مبادل كالسيوم-صوديوم، الذي يضخ أيون الكالسيوم من الخلية وثلاثة أيونات الصوديوم في الخلية أسفل تدرج تركيزها. لذلك، فإن الانخفاض في تدرج تركيز الصوديوم في الخلية والذي يحدث عندما يتم تثبيط مضخة الصوديوم والبوتاسيوم يقلل من قدرة مبادل كالسيوم-صوديوم على العمل. وهذا بدوره يرفع مستوى الكالسيوم داخل الخلايا. يؤدي هذا إلى زيادة انقباض القلب وزيادة في التواتر المبهمي. يمكن أن يؤثر التغيير في التدرجات الأيونية التي يسببها الوابين أيضًا على جهد غشاء الخلية ويؤدي إلى عدم انتظام ضربات القلب.

### الأعراض
يمكن الكشف عن جرعة زائدة من الوابين من خلال وجود الأعراض التالية: ارتعاش سريع في عضلات الرقبة والصدر، وضيق في التنفس، وزيادة ضربات القلب وعدم انتظامها، وارتفاع ضغط الدم، والتشنجات، والصفير، والهلع. سبب الوفاة هو السكتة القلبية.

### السمية
وابين هو مركب شديد السمية مع جرعة مميتة من 5 مجم/كجم عند تناوله عن طريق الفم للقوارض. ومع ذلك، فإن التوافر الحيوي للوابين منخفض ويتم امتصاصه بشكل سيئ من القناة الهضمية حيث يتم تدمير الكثير من الجرعة الفموية. ينتج عن الإعطاء عن طريق الوريد تركيزات أكبر وقد ثبت أنه يقلل من الجرعة المميتة الوسطية إلى 2.2 مجم/كجم، وكذلك في القوارض. بعد الإعطاء في الوريد، يحدث بدء التأثير في غضون 2-10 دقائق في البشر مع أقصى تأثير يستمر لمدة 1.5 ساعة.
يتم التخلص من الوابين عن طريق الكلى، إلى حد كبير دون تغيير.